# Gargara discoidalis
Gargara discoidalis är en insektsart som beskrevs av Ananthasubramanian 1980. Gargara discoidalis ingår i släktet Gargara och familjen hornstritar. Inga underarter finns listade i Catalogue of Life.